# ZDOS
ZDOS är en 32-bitars variant av DOS utvecklat av svenska Zebor Technology.
Operativsystemet i sig är helt skrivet i assembler och är helt kompatibelt med 16-bitars DOS-program.